# متزوسوپرانو
مِتزوسوپرانو یا مِتسوسوپرانو (به ایتالیایی: mezzosoprano) نام بازه‌ای از صدا در موسیقی و گونه‌ای از صدای زنانه در خوانندگی و اپرا است. متزوسوپرانو یک نوع صدا در گروه صدای زنان در موسیقی کلاسیک است که از نظر دامنه صوتی در میانه بین سوپرانو (soprano) و آلتو (alto) قرار دارد. این نوع صدا یکی از مهم‌ترین و متنوع‌ترین صداها در ارکسترهای سمفونیک و اپرا است و نقش‌های متعددی در آثار موسیقی کلاسیک ایفا می‌کند.
صدای متزوسوپرانو معمولاً از آلتو بالاتر و از سوپرانو پایین‌تر است. دامنه این صدا معمولاً از می بمل کوچک (E♭۳) تا دو دو (C5) است، اگرچه ممکن است بعضی از خوانندگان از نظر فنی قادر به خواندن نوت‌هایی خارج از این دامنه نیز باشند.
صدای متزوسوپرانو عمیق‌تر و غنی‌تر از سوپرانو است و در عین حال توانایی برش واضح نت‌های بالا را هم دارد. این نوع صدا معمولاً کمی پرتر و دارا ویژگی‌هایی چون لحن گرم و در عین حال انعطاف‌پذیر است.

## ویژگی‌ها
متزوسوپرانو (متسوسوپرانو) در زبان ایتالیایی به معنی سوپرانوی متوسط است. این صدای خوانندگان زن، از سوپرانو بم‌تر و از کنترآلتو زیرتر است. متزوسوپرانو معمولاً بین نُتِ لای پایینِ دوی متوسط تا ۲ اکتاو بالاتر فرض می‌شود (A۳ تا A۵ اگر دوی متوسط را C۴ در نظر بگیریم).

متزوسوپرانو

## نحوه استفاده در موسیقی
- در اپرا: در اپرا، خوانندگان متزوسوپرانو اغلب نقش‌های مادرانه، روسپی‌ها، زن‌های بالغ و شخصیت‌های متعادل را ایفا می‌کنند. این صدا به دلیل انعطاف‌پذیری‌اش می‌تواند در موقعیت‌های دراماتیک و موسیقایی مختلف ظاهر شود. نمونه‌هایی از نقش‌های مشهور متزوسوپرانو شامل «آرتمیسیا» در اپرای «دومنیکو» (Domenico) و «آریزونا» در اپرای «آریا» (Aida) است.

- در موسیقی کنسرتی: این نوع صدا در بسیاری از آثار ارکسترال نیز مورد استفاده قرار می‌گیرد. برای مثال، در اجرای موسیقی مذهبی یا کنسرت‌های اوراتوریو، زنان متزوسوپرانو نقش‌های مهمی ایفا می‌کنند.

تنوع در کارکرد:
صدای متزوسوپرانو برای ایفای نقش‌های مختلف در موسیقی کلاسیک، جاز و حتی موسیقی پاپ هم استفاده می‌شود. علاوه بر این، این نوع صدا توانایی فراگیری و اجرای نت‌های میانه‌جایگاهی را که هم در بخش‌های زیرین و هم در بخش‌های بالای صدا مورد نیاز هستند، داراست.

## تفاوت با دیگر انواع صدا
1. سوپرانو : سوپرانو بالاتر از متزوسوپرانو است و صدای درخشان‌تری دارد. نقش‌های سوپرانو معمولاً مربوط به شخصیت‌های جوان و معصوم یا نقش‌های اصلی اپرا است.
2. آلتو: آلتو صدای پایین‌تری دارد و معمولاً مربوط به نقش‌های زنان بالغ و قدرتمند یا شخصیت‌های کم‌سوادتر است. صدای آلتو عمیق‌تر و سنگین‌تر از متزوسوپرانو است.

## خوانندگان مشهور
- کترین یوشمن (Catherine Jushman)
- آناستازیا جووانی (Anastasia Giovanni)
- الیزا گارسیا (Eliza Garcia)
- کلودیا پالترو (Claudia Paltrow)

خوانندگان متزوسوپرانو نقش‌های پرطرفدار زیادی در اپرا و کنسرت‌ها دارند و اغلب در آثار برجسته‌ای چون اپراهای وردی، واگنر و موتسارت دیده می‌شوند.